# José Fabriciano Pereira Serpa
José Fabriciano Pereira Serpa (Florianópolis, 22 de agosto de 1843 — 5 de outubro de 1922) foi um padre e político brasileiro.
Filho de José Pereira Serpa e de Maria Laureana de Andrade Serpa.
Foi deputado à Assembleia Legislativa Provincial de Santa Catarina na 22ª legislatura (1878 — 1879), como suplente convocado, e na 23ª legislatura (1880 — 1881).